# Wilhelm Schefold
Wilhelm Schefold (* 10. Mai 1894 in Ulm; † 1. November 1985 in Stuttgart) war ein deutscher Ministerialbeamter. Er amtierte von 1955 bis 1960 als Ministerialdirektor des Landwirtschaftsministeriums Baden-Württemberg.

## Leben
Schefold, der Sohn eines Obersten, stammte aus einer Ulmer Großbürgerfamilie und war evangelischer Konfession. Nach dem Abitur am Realgymnasium Ulm 1911 studierte er von 1911 bis 1914 und 1919 Rechtswissenschaften in Tübingen und Berlin. Er war seit 1911 Mitglied der Burschenschaft Germania Tübingen. Von 1914 bis 1918 leistete er im Ersten Weltkrieg Kriegsdienst und wurde 1915 mit dem Eisernen Kreuz II. Klasse und 1917 mit dem Eisernen Kreuz I. Klasse und dem Verwundetenabzeichen ausgezeichnet. Im Rahmen seiner Ausbildung als Gerichtsreferendar in Ulm legte er 1919 die erste und 1922 die zweite höhere Justizdienstprüfung ab. 1921 wurde er in Erlangen zum Dr. iur. promoviert.
1922 trat er in die württembergische Innenverwaltung ein. Von 1926 bis 1929 war er kommissarisch zum Reichsministerium für Ernährung und Landwirtschaft (RMEL) abgeordnet. Danach war er von 1929 bis 1933 als Regierungsrat beim württembergischen Innenministerium und Wirtschaftsministerien tätig. Im Januar 1933 wurde er von Eugen Bolz zum Landrat in Backnang ernannt, trat das Amt jedoch nicht an, sondern wechselte im März 1933 als Oberregierungsrat zum RMEL in Berlin. Dort wurde er 1934 zum Ministerialrat und 1941 zum Ministerialdirigent ernannt. Anfang der vierziger Jahre war er Unterabteilungsleiter für Handels- und Zollpolitik. Der NSDAP trat Schefold im November 1939 bei; zuvor war er von 1919 bis 1921 Mitglied der Württembergischen Bürgerpartei gewesen. 1941 wechselte er zum Wirtschaftsstab Ost als Kriegsverwaltungsvizechef. Bei der Entnazifizierung wurde er als Mitläufer eingestuft.
1946 trat er in die Abteilung Landwirtschaft der Landesdirektion Württemberg-Hohenzollern in Tübingen ein. Dort wurde er 1948 Regierungsdirektor und später Ministerialdirigent. 1949 wurde er zugleich Vorstand des Landesjagdamts Württemberg-Hohenzollern.
Ab 1952 war er im Landwirtschaftsministerium Baden-Württemberg tätig. Dort übernahm er die Leitung der Rechtsabteilung und war von 1955 bis 1960 Ministerialdirektor und als Amtschef der ständige Vertreter des Ministers Eugen Leibfried.
Er erhielt 1961 das Große Bundesverdienstkreuz mit Stern.
Er war verheiratet und hatte zwei Kinder. Sein Schwiegervater war Staatsrat Otto Bosler, württembergischer Gesandter in Berlin bis 1933.